# 国民党青岛市党部大楼
36°03′45″N 120°18′55.5″E / 36.06250°N 120.315417°E
国民党青岛市党部大楼，是曾经位于中国山东省青岛市市南区太平路37号的一座历史建筑，建于约1915年，1994年被完全拆除，原址现为华能大厦。该建筑大楼最初为商业用途，后因国民党青岛市党部曾于1931至1932年、1945至1949年间设于该楼内而得名。

## 历史

### 初建

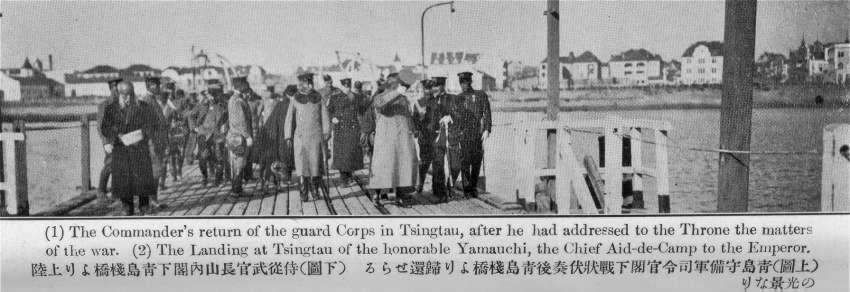
1914年12月日本陆军青岛守备军司令神尾光臣自栈桥乘船回国，右侧两根柱子后面可以看到后来市党部大楼所在地块，地块后侧为临广西路的两栋商业楼

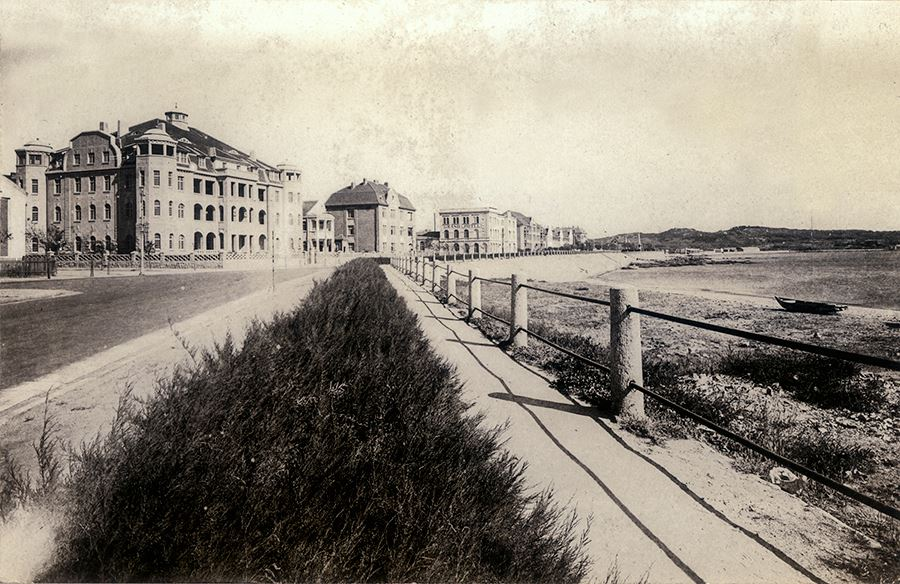
第一次日占时期的太平路，左侧为后来的市党部大楼

青岛德占时期，威廉皇帝海岸（德語：Kaiser-Wilhelm-Ufer，今太平路）、阿尔贝特街（Albertstraße，今安徽路）、路易特波尔德街（Luitpoldstraße，今浙江路）与海因里希亲王街（Prinz-Heinrich-Straße，今广西路）所合围成的街区因地价偏高而长期闲置，直至1911年德国商人马克斯·格里尔（Max Grill）在东北角建设了他的百货商店楼。
1911年末胶澳总督府废除“华洋分区”后，华人开始大规模投资欧人区房地产。原江苏盐台李眉孙买下了该街区的其他三个地块，并于大约1913年在西北角建设了两栋商业楼，在东南角建设了一栋住宅楼。1913年地籍图显示该街区西南角、位于今太平路浙江路路口东侧的李眉孙名下地块已有一栋建筑的轮廓。然而一些摄于1914年末至1915年初的照片中，今太平路浙江路路口东侧并无该建筑，直至后来的一些照片中，该位置才出现了一栋三层蒙莎屋顶、四角各有一塔楼的庞大建筑。据青岛当地文史学者推测，该楼的建设计划在1913年便已提交总督府相关部门并获批准，但受1914年8月至11月的青岛战役影响直至约1915年才开建或复工。因该楼外貌与湖南路东莱银行大楼较为相似，该楼的设计师据推测可能是实业家刘子山的合伙人兼业余建筑师、浙江籍商人杨浩然。
该建筑1923年成为当年成立的中日合资鲁大矿业公司的地产，鲁大矿业公司成立当年便因欠债将大楼抵押给刘子山开办的东莱银行。东莱银行入手该楼后，刘子山全家迁居至此，却因临海建筑过于潮湿而在此仅居住一年左右便搬离此处。由于找不到整楼租赁者，大楼此后闲置了一段时间。1926年，因美国海军舰船常在青岛驻泊，该楼内设置了美国海军俱乐部（Navy Club），直至1929年。约1927年，大楼周围加建围墙。约1929年后，有一家名叫“城堡旅店”（Castle Inn）的旅店在这里开设，可能仅租赁了该楼的一部分。

### 国民党青岛市党部大楼

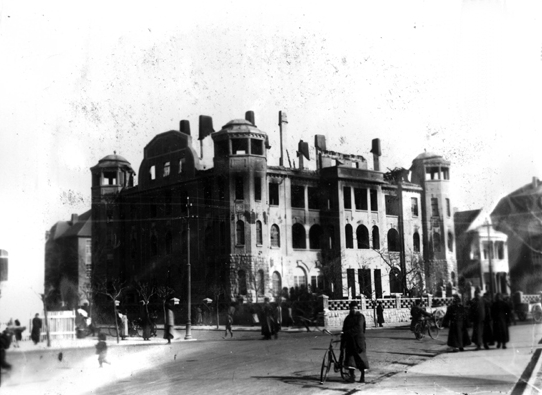
市党部大楼被焚毁的情形

1929年4月，南京国民政府接收青岛后，于同年5月成立国民党青岛特别市党务指导委员会（通称国民党青岛市党部）。1929年6月，青岛接收专员公署致函青岛总商会，称市党部临时租用青岛农商银行房屋办公，因其面积狭小，欲搬到天津路河南路路口的东莱银行大楼内办公，请总商会联系洽谈。当时的东莱银行青岛分行因不堪军阀借款已停业半年，东莱银行青岛清理处主任朱品生请示总行后，同意将大楼二层、三层、四层借给市党部使用。由于政府财政异常拮据，市党部在使用天津路东莱银行大楼约一年之内没有交付任何房租。约1930年至1931年上半年间，市党部迁入同属东莱银行财产的太平路原美国海军俱乐部办公，在此期间是否曾交付租金未知。1931年10月，国民党青岛市执行委员会成立。
1932年1月9日，国民党青岛市党部机关报《民国日报》以《韩国不亡，义士李奉昌刺日皇未遂》为题报导樱田门事件，遭到日本驻青岛总领事馆的抗议。报社按照日方要求道歉后，日本侨民又对报社所在地和国民党青岛市党部大楼进行多轮破坏。1月12日下午3点，十余名日本人闯入市党部大楼打砸，晚上约8点半，日本人再次闯入市党部大楼打砸，并纵火焚烧，大火直至次日凌晨5点才逐渐熄灭，导致大楼内部结构及阁楼被焚毁。该事件后，《民国日报》停刊，市党部迁往栖霞路办公。

### 1930年代后

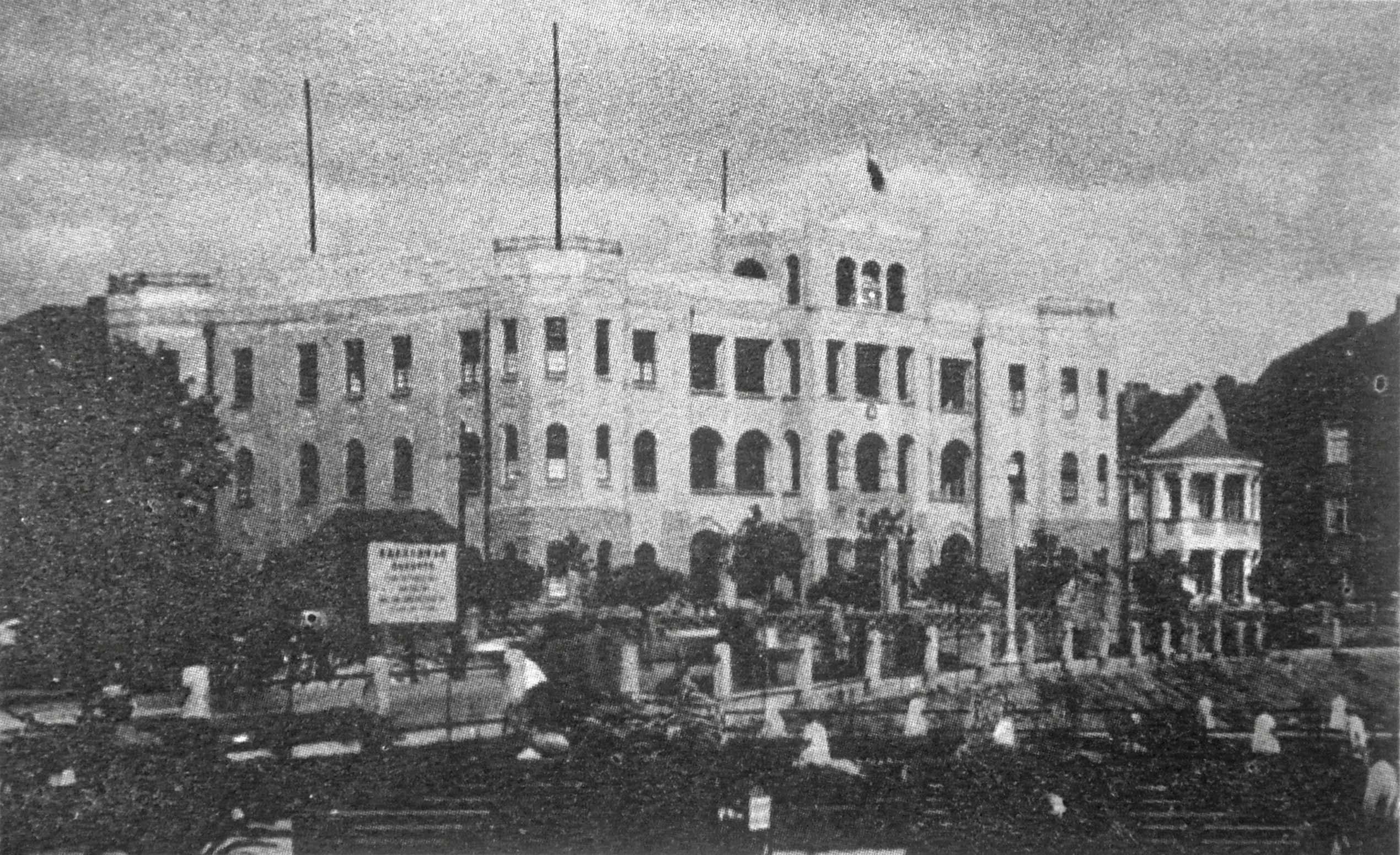
火灾修复后作为中央银行行址的市党部大楼

1934年，刘子山之子刘少山赴青岛处理大楼修复事宜，由于他认为带有尖顶的楼房为凶宅，该楼整个阁楼和四个塔冠按照其意见被拆除，改为平顶。修复后，东莱银行以每月700银元的价格将大楼出租给中央银行青岛分行。1937年全面抗战爆发后，中央银行青岛分行内迁至重庆。
1938年1月日军再次占领青岛后，日本驻青岛总领事馆、驻青岛日本海军、日本陆军于1939年3月15日设立兴亚院华北联络部青岛出张所，为日本驻青岛最高权力机关及情报机构，设于原国民党市党部大楼内。1943年，该机构并入日本领事馆。原市党部大楼抗战时期亦曾为日本领事馆所使用。1945年日本投降后，敌伪产业管理局将此楼作为敌产接收。刘家向市政府交涉，要求将其作为私产发还。同年10月，国民党候补中央执行委员葛覃出任青岛市党部主任兼青岛市副市长后，接见东莱银行青岛分行前经理、刘子山女婿徐希文，希望刘家能主动将大楼赠送给市党部，被刘家拒绝。敌伪产业管理局则认为，凡是从日军和日本政府机关接收来的地产均为敌产，国民党青岛市党部因此再次迁入办公。
1949年6月2日青岛解放当天，中共青岛市委进驻该楼办公。东莱银行曾要求返还私产，青岛市房产局以尚待审查为由未予批准。之后，东莱银行又申请将该建筑捐献给国家，青岛市人民政府亦未接受。1951年年底，青岛市开始房地产权登记，该建筑被认定为刘子山私产，仍由房管局代管。该建筑此后曾先后为共青团青岛市委、青岛市妇联和青岛市人大常委会办公楼，该楼后来被加盖三层楼。1992年9月7日至12日，因青岛市委、市政府决定行政中心东迁，市人大常委会迁出该楼。1994年，该楼连同该街区其他建筑全部被拆除，原址建设华能大厦。

## 建筑特色
该建筑平面大体为矩形，楼高三层，设有半地下室和阁楼。外立面对称设计，四角各有一座八角塔楼，塔顶为攒尖顶镂空凉亭。外墙一楼以花岗岩蘑菇石砌成，其他部分为抹灰墙面。南立面设有敞廊，中轴处突出，以强调入口，一楼、二楼的敞廊及窗户以拱券收尾，三楼敞廊及窗户则采用平口收尾。东西两立面檐口中央起折线山墙。屋顶为蒙莎屋顶，以红瓦覆盖，顶部设一装饰性塔冠。该建筑外立面使用欧式建筑手法与装饰元素，而整体风格具有“华人别墅”的特点。此种建筑在青岛出现于辛亥革命后，清廷遗老移居青岛时期，其建筑形式主要仿照欧式别墅样式，而又保留了中国传统住宅的平面布局特征。

## 图集
- 约1920年代的太平路，左侧为后来的市党部大楼
- 1920年代的市党部大楼，当时为“Navy Club”
- 抗战时期的原市党部大楼
- 1940年代的太平路，天主教堂双塔右侧为原市党部大楼
- 约1948年的太平路兰山路路口，后方中央为市党部大楼，左侧为青岛市礼堂
- 2017年的前海华能大厦，该楼地基西南角为市党部大楼原址